# Nika Johanna Vos

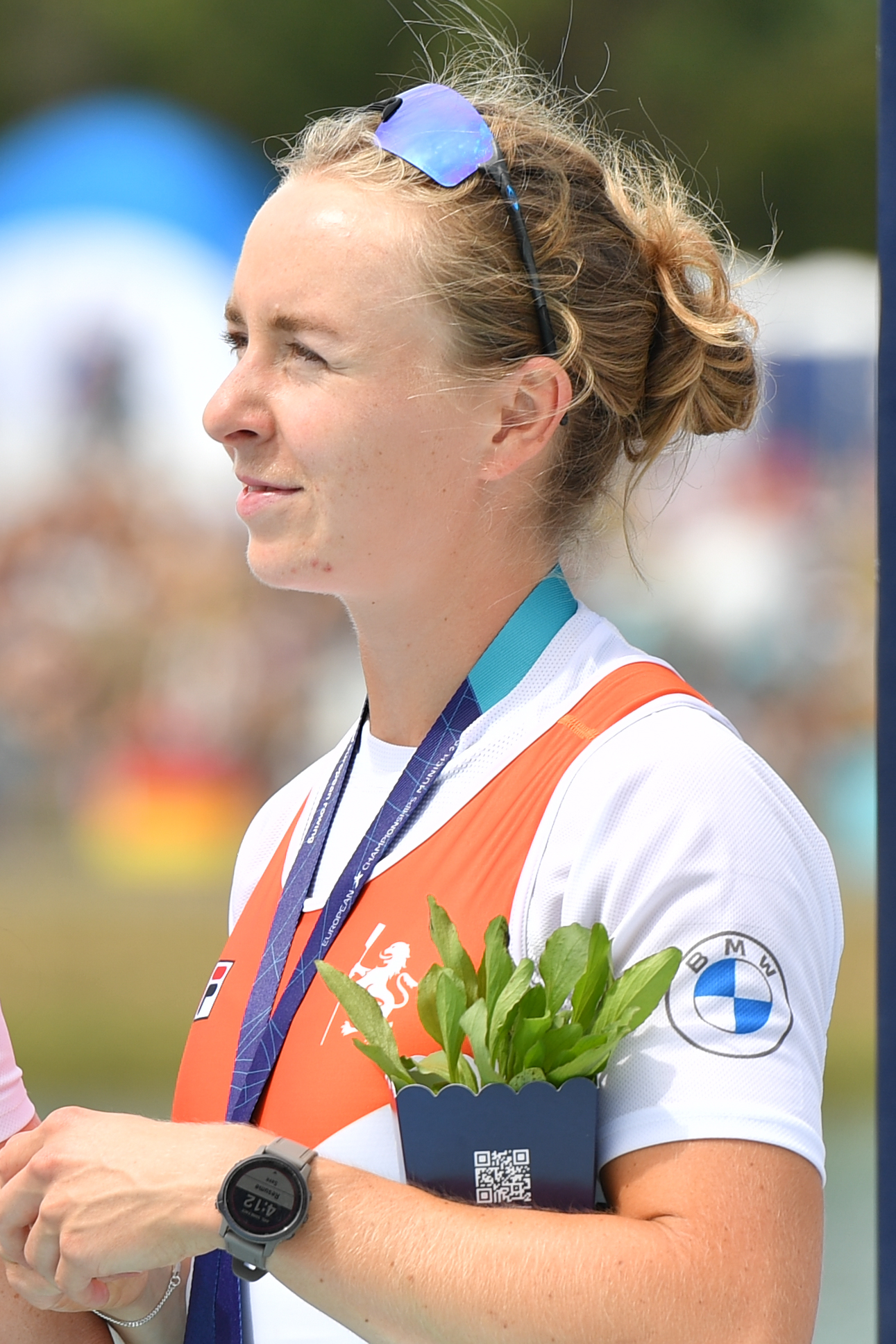
Nika Johanna Vos bei den Europameisterschaften 2022 in München.

Nika Johanna Vos (* 26. August 1998 in Breda) ist eine niederländische Ruderin. Sie gewann bis 2023 eine Silbermedaille bei Weltmeisterschaften und zwei Silbermedaillen bei Europameisterschaften.

## Sportliche Karriere
Die 1,77 Meter große Nika Johanna Vos begann 2015 mit dem Rudersport und startet für die A.A.S.R. Skøll.
Ihre erste internationale Medaille gewann Vos bei den U23-Weltmeisterschaften 2018, als sie Zweite im Achter wurde. Bei den U23-Weltmeisterschaften 2019 belegte der niederländische Doppelvierer mit Nika Johanna Vos, Tessa Dullemans, Ilse Kolkman und Bente Paulis den sechsten Platz.
Im April 2021 bei den Europameisterschaften in Varese trat Vos mit dem Achter an und wurde Zweite hinter den Rumäninnen. Bei der letzten Qualifikationsregatta für die Olympischen Spiele in Tokio erreichte der niederländische Achter den vierten Platz, nur die ersten beiden Boote qualifizierten sich. Bei den Europameisterschaften 2022 in München erruderte der Doppelvierer mit Nika Johanna Vos, Tessa Dullemans, Ilse Kolkman und Bente Paulis die Silbermedaille mit drei Sekunden Rückstand auf die Britinnen. Einen Monat später bei den Weltmeisterschaften in Račice u Štětí siegte der chinesische Doppelvierer mit einer Sekunde Vorsprung auf die Niederländerinnen, zweieinhalb Sekunden dahinter wurden die Britinnen Dritte. 2023 bildete Vos einen Doppelzweier mit Lisa Scheenaard. Die beiden belegten als Fünfte des B-Finales bei den Weltmeisterschaften in Belgrad insgesamt den elften Rang und sicherten damit für den niederländischen Verband einen Startplatz im Doppelzweier bei den Olympischen Spielen 2024 in Paris.